# Curcy-sur-Orne
Curcy-sur-Orne is een plaats en voormalige gemeente in het Franse departement Calvados in de regio Normandië en maakt deel uit van het arrondissement Caen. De gemeente telde 472 inwoners op 1 januari 2018.

## Geschiedenis
De gemeente is op 1 januari 2016 gefuseerd met de gemeenten Caumont-sur-Orne, Hamars, Saint-Martin-de-Sallen en Thury-Harcourt tot de gemeente Le Hom, die sinds 2022 Thury-Harcourt-le-Hom heet.

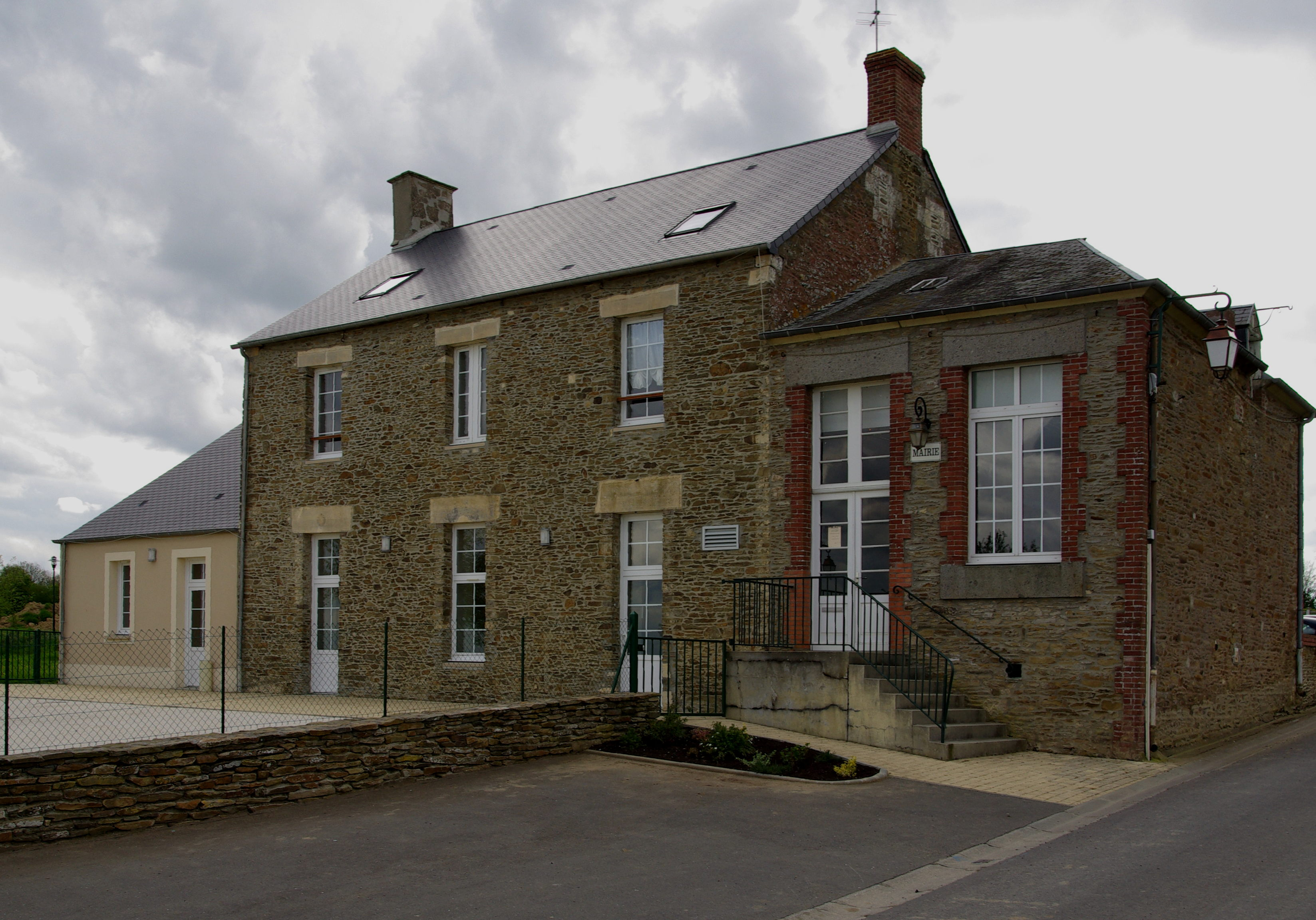
Voormalg gemeentehuis
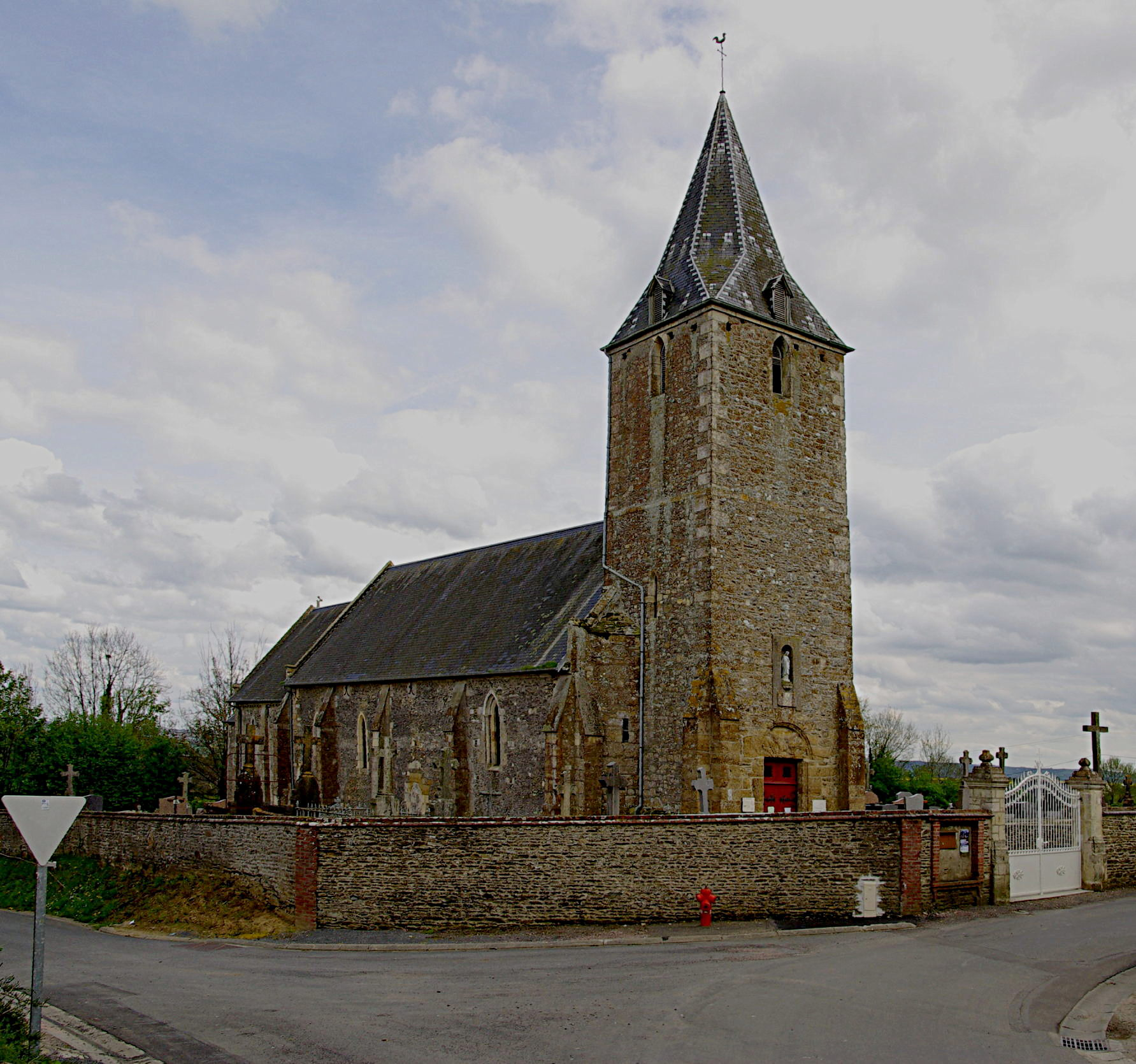
Kerk van Curcy-sur-Orne

## Geografie
De oppervlakte van Curcy-sur-Orne bedraagt 13,57 vierkante kilometer; Op 1 januari 2018 was de bevolkingsdichtheid 34,8 inwoners per km².
De onderstaande kaart toont de ligging van Curcy-sur-Orne met de belangrijkste infrastructuur en aangrenzende gemeenten.

## Demografie
Onderstaande figuur toont het verloop van het inwonertal.
Vanwege een beveiligingsprobleem met de MediaWiki Graph-software is het momenteel niet mogelijk deze grafiek weer te geven. Zodra de software is bijgewerkt zal de grafiek vanzelf weer zichtbaar worden.
Caumont-sur-Orne · Curcy-sur-Orne · Hamars · Saint-Martin-de-Sallen · Thury-Harcourt